# Martin Michel
Martin Michel is een Australische choreograaf en toneelregisseur die vooral werkzaam is in Vlaanderen en Nederland. Hij regisseerde en choreografeerde reeds meer dan 60 musicals, operastukken en theaterstukken.

## Biografie
Martin Michel studeerde in Australië aan de Australian Ballet School, waar hij in 1987 zijn diploma klassieke dans behaalde. In 1992 verhuisde hij naar Europa, waar hij meedeed aan verschillende musicals, waaronder Cats (Amsterdam) en The Phantom of the Opera. Hij won meerdere prijzen voor zijn werk als choreograaf en regisseur, waaronder de "John Kraaijkamp Musical Award voor Beste Inhoudelijke Creatie" voor Merrily We Roll Along. Ook verzorgde hij de choreografie voor de theatertournees My Name is Michael en So you think you can dance.

## Theater/musical (selectie)
- 2001: Robin Hood (Studio 100) - choreografie
- 2002: Doornroosje (Studio 100) - choreografie en enscenering
- 2003: De 3 Biggetjes (Studio 100) - choreografie en enscenering
- 2004: De kleine zeemeermin (Studio 100) - choreografie en enscenering
- 2005: Sneeuwwitje (Studio 100) - choreografie en enscenering
- 2008: Daens (Studio 100) - choreografie en enscenering
- 2008: Fame (V&V Entertainment) - regie
- 2009: Footloose (V&V Entertainment) - regie en choreografie
- 2009-2010: Hairspray (Albert Verlinde Entertainment) - regie
- 2010, 2021: Ganesha (Judas TheaterProducties) - regie
- 2010-2011: Legally Blonde (Albert Verlinde Entertainment) - regie
- 2011: Alice in Wonderland (Studio 100) - choreografie en enscenering
- 2011: Lelies (Judas TheaterProducties) - regie en choreografie
- 2011: Spamalot (Musichall) - choreografie
- 2012-2013: Shrek (Albert Verlinde Entertainment) - choreografie
- 2013-2013: Ben X (Musichall) - choreografie
- 2013: Josephine B. (Judas TheaterProducties) - regie en choreografie
- 2014: '14-'18 (Studio 100) - choreografie
- 2015: Lelies, herneming (Judas TheaterProducties) - regie en choreografie
- 2016: Grease - regie en choreografie
- 2016: Hans Klok's House of Horror - choreografie
- 2017: Goodbye, Norma Jeane - regie en decorontwerp
- 2018: '40-'45 - choreografie en enscenering
- 2019: Kinky Boots (De Graaf & Cornelissen Entertainment) - regie en choreografie
- 2023: Red Star Line - choreografie en enscenering
- 2023: Mees Kees Op Kamp de Musical (STENT Producties) - choreografie en Regie
- 2024: De 3 Biggetjes (Studio 100) - choreografie
- 2024   '14-'18 (studio 100) - choreografie en musical staging
- 2024: Tien Om Te Zien, De Musical (Studio 100) - choreografie en musical staging